# Chiesa del Santo Sepolcro (Caprino Veronese)
La chiesa del Santo Sepolcro è una chiesa cattolica situata nel cimitero di Caprino Veronese, in provincia di Verona; è sussidiaria della parrocchiale di Santa Maria Maggiore di Caprino e fa parte della diocesi di Verona.

## Storia

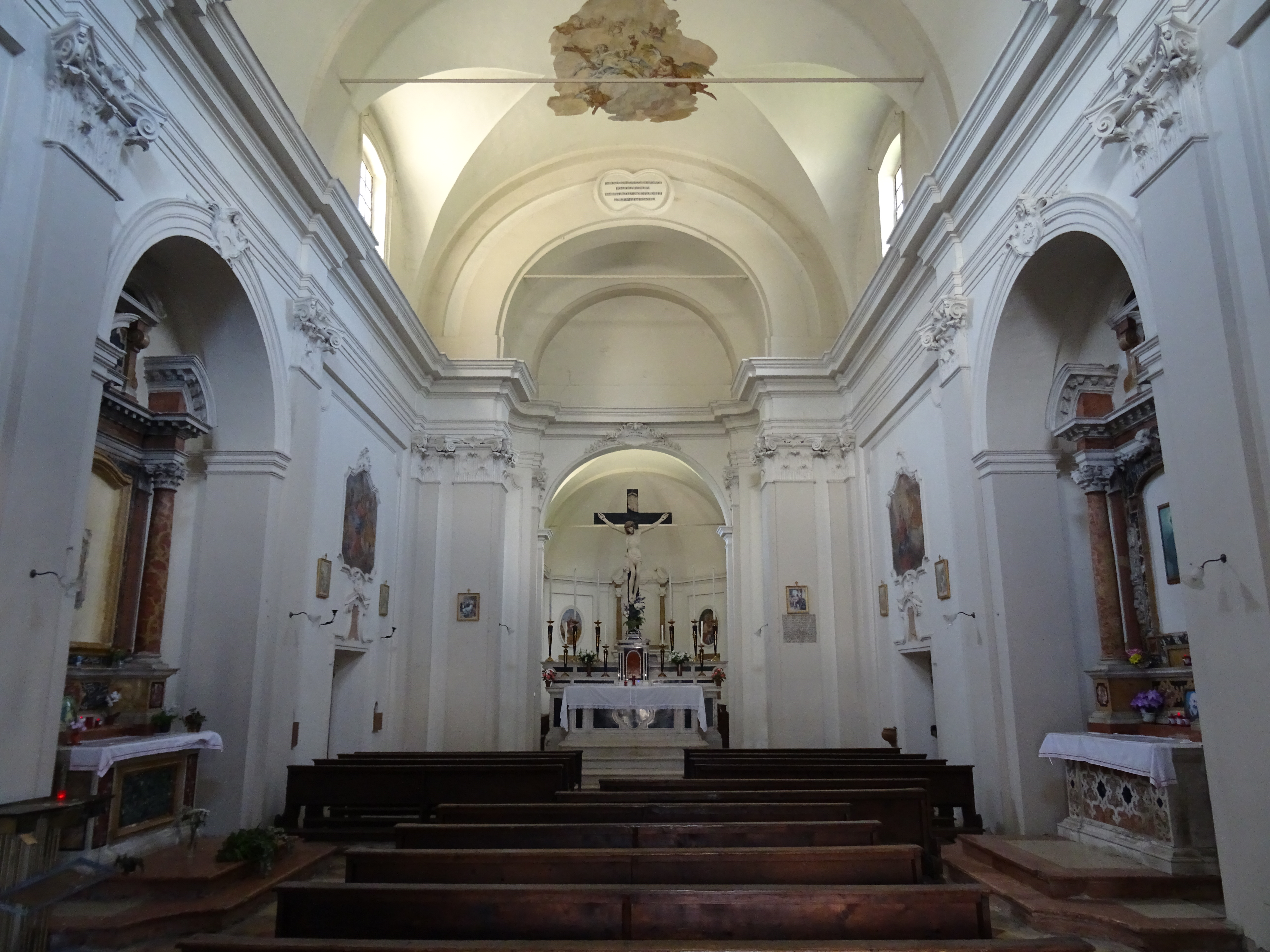
Interno

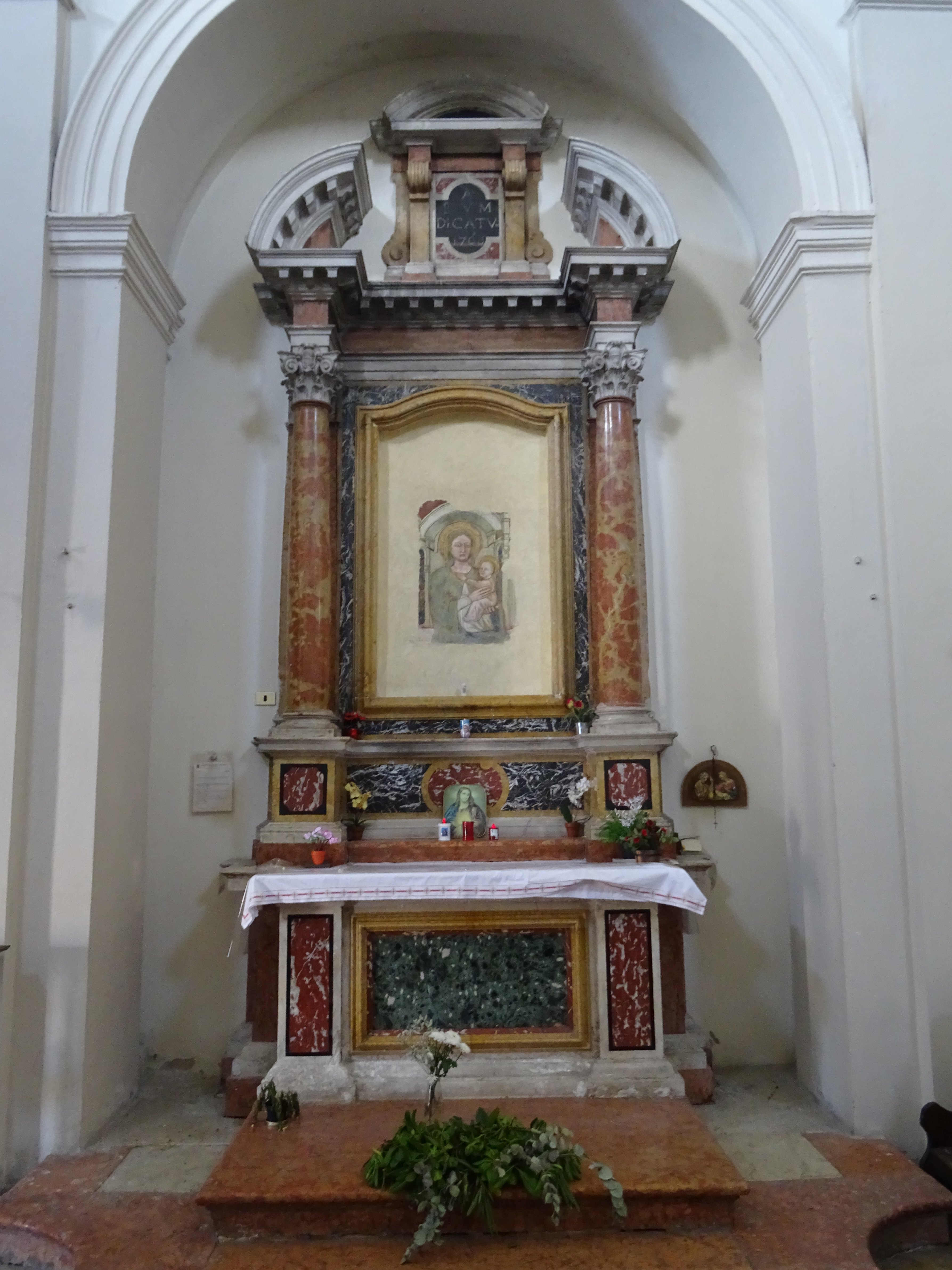
L'altare sinistro, dedicato alla Madonna, contenente un frammento d'affresco risalente a fine Trecento-inizio Quattrocento, raffigurante la Madonna con Bambino e forse staccato dall'abside originaria della chiesa

### Fondazione
La storia più antica dell'edificio è ignota a causa della mancanza di dati documentali certi. Nella seconda metà del Duecento una chiesa con la stessa intitolazione aveva diritti su alcuni terreni presso l'odierno paese di Lubiara, come risulta dai registri dell'abbazia di San Zeno in Verona che ne aveva altri confinanti con quelli: nel caso si trattasse effettivamente nella chiesa caprinese, si potrebbe ipotizzarne la fondazione da parte di monaci o eremiti, forse legati alla Madonna della Corona. Alternativamente, ma con meno probabilità, la chiesa citata dai registri sarebbe da identificarsi con quella veronese di Santa Toscana che all'epoca aveva questa intitolazione; in tal caso, forse, l'oratorio caprinese sarebbe stato fondato in seguito dai Cavalieri gerosolimitani, che avevano custodia anche della chiesa in Verona. Di questo eventuale sacello medievale non resta pressoché nulla fuorché pochi lacerti di mura basali a sud dell'attuale coro, forse riconducibili a un campanile.

### I Cavalieri gerosolimitani

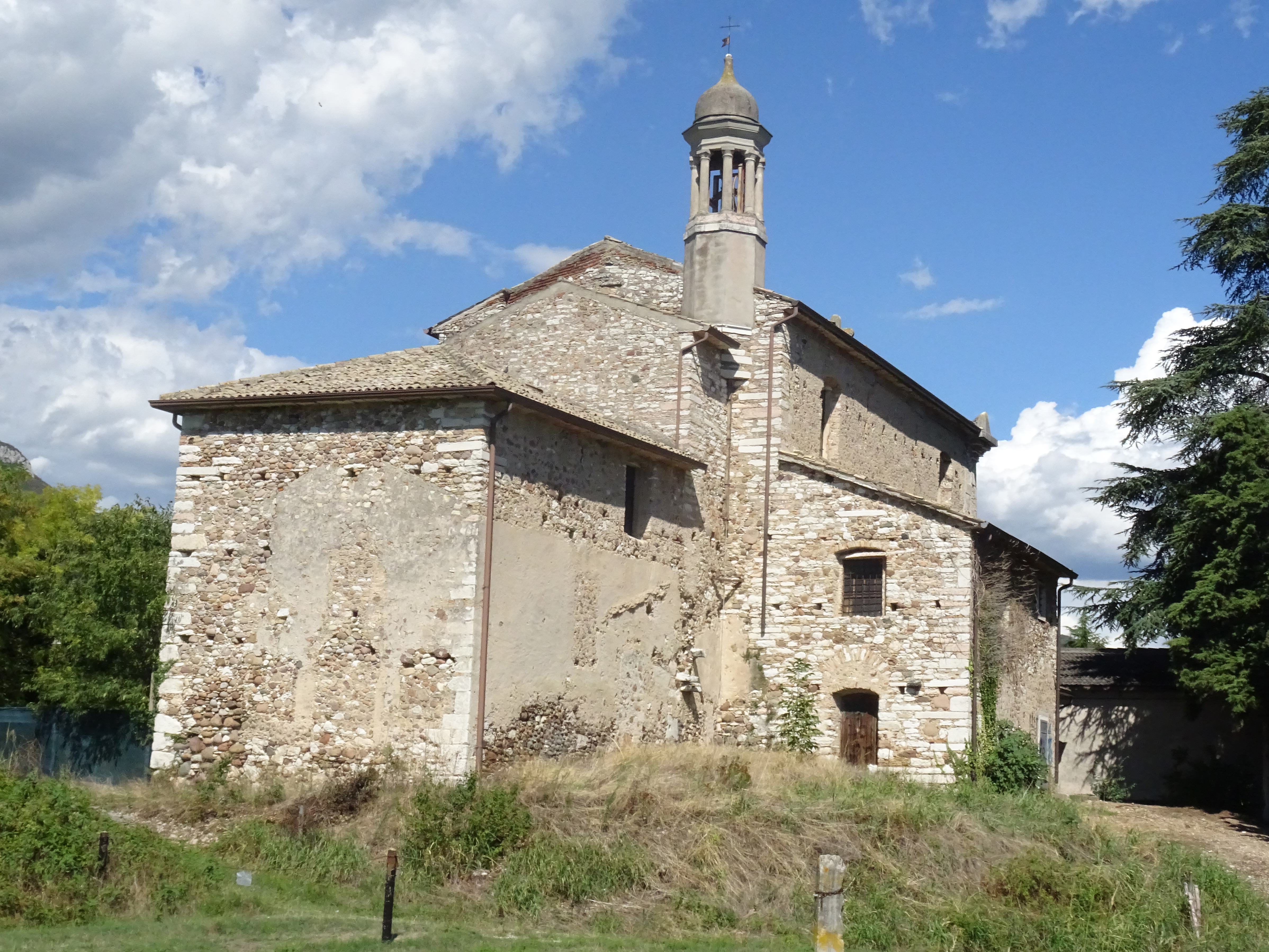
Vista del retro dell'edificio

La prima citazione sicura della chiesa del Santo Sepolcro è negli atti di una visita pastorale di Gian Matteo Giberti del maggio 1530; all'epoca essa godeva di una rendita di venti ducati e dipendeva dalla Madonna della Corona, a sua volta dipendente dalla chiesa di San Vitale di Verona, che era tenuta dalla Commenda gerosolimitana dei Santi Vitale e Sepolcro. Tuttavia le sue condizioni non erano ottimali: mancavano il tetto e la porta ed era spoglia di arredi e paramenti. Nonostante le esortazioni vescovili la situazione risultava peggiorata nel 1541: il tetto, pur essendo stato in parte rifatto, stava già crollando e c'era anche bisogno di imbiancarla. Entro il 1567 venne messa la porta, ma nel frattempo il beneficio della chiesa era venuto meno e, a parte qualche messa occasionale celebrata grazie a offerte o elemosine, nessuno ne aveva cura. Nelle visite pastorali del 1595 e del 1605 la chiesa risulta sempre disadorna e sprovvista del necessario, di nuovo senza porte e col tetto in rovina, tanto che l'autorità vescovile minacciò di ordinarne la demolizione qualora non vi si fosse posto rimedio.
L'edificio è disegnato in due mappe del 1591 e del 1606, dove appare come una chiesetta orientata regolarmente verso est, con facciata a due spioventi e croce sul colmo del tetto, ad aula unica, con almeno due finestre sul lato nord e una piccola abside quadrangolare, e infine un campanile sul fianco sud; questa fase strutturale della chiesa, forse riconducibile a una fabbricazione cinquecentesca, corrisponde grossomodo all'odierno coro, sulle cui mura esterne si possono notare i resti tamponati del portale d'ingresso, dell'oculo che lo sovrastava e di alcune finestre laterali.

### La Confraternita della Morte
Ad un certo punto dopo l'ultima visita pastorale i Cavalieri gerosolimitani vendettero la chiesa al nobile Nicolò Brenzoni, che possedeva terreni nei dintorni. In seguito, in data 16 dicembre 1640, Alessandro Brenzoni, su pressione del fratello Francesco che si era fatto monaco cappuccino, cedette l'edificio alla Confraternita della Morte: questa, costituita nel 1636 a Caprino, aveva sede in precedenza nell'oratorio di San Pancrazio in paese, che con l'aumentare dei membri era divenuto troppo piccolo. La Confraternita fece ristrutturare e ingrandire la chiesa, nella quale si poté celebrare la prima messa il 3 febbraio 1645: non si hanno dettagli sull'ampliamento ma si può presumere che non sia stato consistente, dato che il padre cappuccino Amedeo da Monteforte, che celebrò la funzione inaugurale, decise di tenere il sermone all'esterno nonostante la giornata invernale.
Nel 1706 il territorio di Caprino si trovò soggetto alle scorribande delle truppe francesi che combattevano nella guerra di successione spagnola, e la chiesa del Santo Sepolcro, come molte altre, venne danneggiata e depredata di tutti gli averi, per un costo di 1304 Troni e 18 soldi; i confratelli ottennero dal vescovo e dal capitano di Verona di poter fare la questua per finanziare le spese di riparazione. La raccolta dovette andar bene, visto che nel 1707 poterono anche rinnovare uno degli altari, dedicato alla Beata Vergine, benedetto l'8 dicembre di quell'anno da Gianfrancesco Barbarigo: al suo interno venne collocato un affresco tre o quattrocentesco raffigurante la Madonna con Bambino, che si ipotizza fosse stato staccato dall'abside originaria, forse demolita con l'ampliamento seicentesco.
Entro il 1744 la chiesa era stata sottoposta ad altri interventi, tra cui la costruzione di un coro più ampio dietro l'altare maggiore facente funzioni anche di sagrestia, che però rivelò molto presto problemi strutturali. Nel 1760-68 l'edificio venne ulteriormente ingrandito, ribaltandone l'orientamento e reimpiegando l'aula originaria come coro, separato dalla nuova navata dall'altare maggiore, che venne ristrutturato se non totalmente rifatto. Contro il lato meridionale, adiacente al campanile, venne eretta la nuova sagrestia, seguita poi da un locale attiguo a est. Ai lati della navata vennero sistemati l'altare della Beata Vergine e un altro altare che venne fatto fare, dedicato alla Santa Croce; questo venne a contenere una reliquia della Vera Croce donata alla chiesa dal marchese Alessandro Carlotti nel 1733, e prima conservata nell'altare maggiore. Settecenteschi sono anche tutti gli affreschi della chiesa: quelli sulla volta della navata, uno dei quali rappresenta appunto la santa Croce, sono probabilmente coevi alla costruzione dell'altare, mentre i restanti vennero realizzati nel 1779 dal pittore Giovanni Ghirlandini, che aveva in precedenza lavorato nella villa di famiglia di don Gabriele Colpani, cappellano della confraternita.

### Dall'Ottocento in poi
La notte del 22 novembre 1796 la chiesa venne nuovamente saccheggiata da truppe francesi (questa volta in zona per via della campagna d'Italia), e nel 1806 la confraternita venne colpita dalle soppressioni napoleoniche, e i suoi averi alienati al regio demanio; l'edificio, a questo punto di proprietà comunale, venne restituito al culto nel 1812 e divenne chiesa cimiteriale, a servizio nel nuovo camposanto che vi venne costruito davanti, già in funzione a metà del 1814. Nel 1836 crollò il campanile, danneggiando anche l'altare maggiore (restaurato entro il 1842) e la zona contigua; intorno al 1866 venne demolito il locale adiacente alla sagrestia. 
La facciata, che pure dava segni di cedimento già nel 1868, venne rifatta nel 1880 su progetto di don Angelo Gottardi; tra la fine dell'Ottocento e l'inizio del Novecento venne innalzato il nuovo campanile, e intorno al 1986 venne aggiunto un locale con servizi igienici accanto alla sagrestia; in data recente ma imprecisata si colloca anche la costruzione del pronao.

## Descrizione

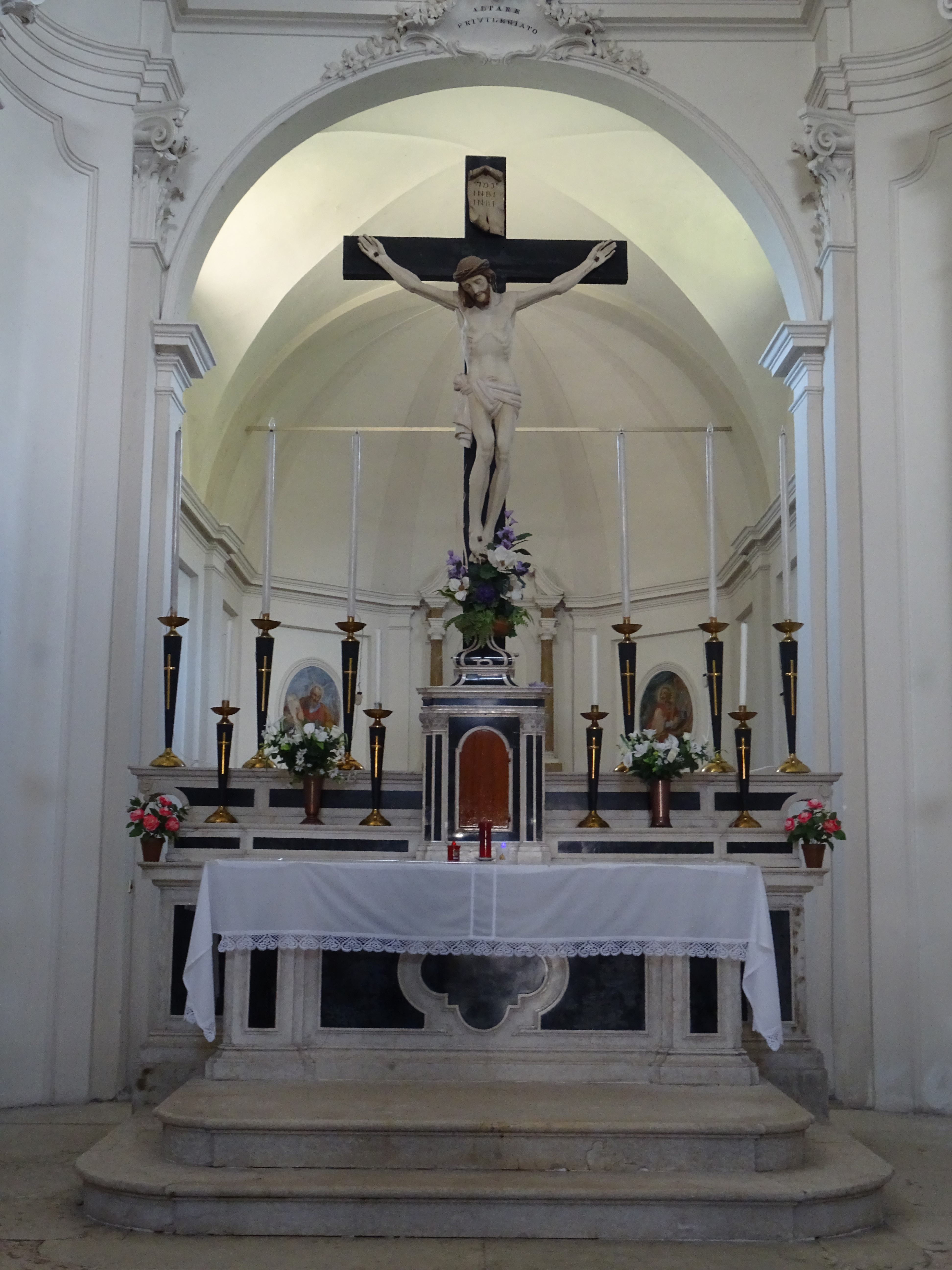
L'altare maggiore

### Esterno
La chiesa si presenta con facciata a capanna, preceduta dal pronao classicheggiante e fiancheggiata dalle gallerie cimiteriali. Il prospetto frontale è realizzato con blocchi di tufo, aperto dal portale d'ingresso e da una grande finestra a lunetta in pieno centro; ai lati del portale vi sono anche due nicchie. La parte alta consiste di un frontone timpanato rinserrato tra elementi decorativi ispirati agli acroteri dei templi greci e coronato da una croce sul fastigio; il frontone è decorato dal bassorilievo del disco solare alato, ispirato probabilmente a quello che si vede nel cimitero monumentale di Verona. Sul retro dell'edificio emerge il corpo rettangolare del coro, con tetto a tre falde, mentre sul fianco sinistro sporge quello della sagrestia, con tetto a una falda. 
Sempre sulla sinistra, su una mensoletta posta tra la navata e l'arco santo, si eleva il piccolo campanile, una torretta ottagonale in cemento, con cella campanaria composta da un tamburo colonnato, coronata da un cupolino a bulbo con banderuola e croce in ferro apicali. È presente una singola campana, fusa nel 1840 e forse proveniente da qualche altra chiesa del caprinese: essa è decorata con rilievi raffiguranti la Madonna con Bambino, una figura maschile con Gesù Bambino (forse san Giuseppe), la Croce della Passione e quindi un'immagine di non facile lettura, forse l'Assunzione di Maria o l'Ascensione di Gesù.

### Interno

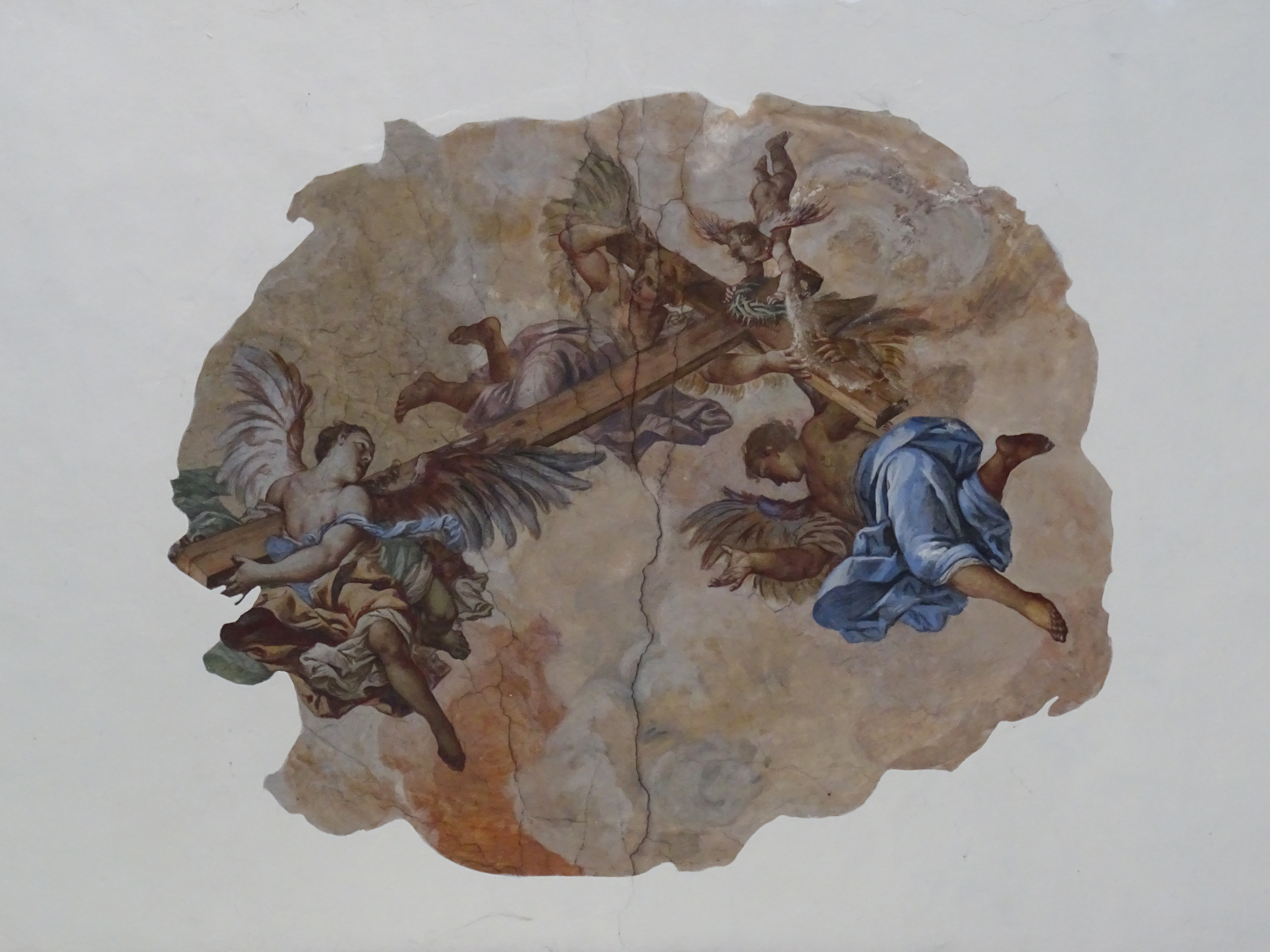
L'affresco degli angeli con la Santa Croce al centro della volta della navata

L'interno consiste di un'unica navata, ripartita in tre campate da lesene di ordine composito; la prima e la terza campata sono voltate a crociera, con finestre nelle vele, mentre la volta della seconda è costituita da una larga arcata a tutto sesto. Le pareti della seconda campata sono sfondate dalle cappelline contenenti i due altari laterali, quello della Beata Vergine a sinistra e quello della Santa Croce a destra. Sul pavimento dell'aula vi sono sei camere sepolcrali, una di fronte a ciascun altare laterale e le altre quattro in coppie presso la controfacciata e l'altare maggiore.
L'altare maggiore, con incorporato il tabernacolo, è realizzato in marmo bianco con rivestimenti applicati in diaspro nero; sul retro vi è una nicchia in cui era inserito il gruppo scultoreo della Deposizione di Gesù nel Sepolcro (o Compianto sul Cristo Morto), opera del terzo decennio del Trecento tradizionalmente attribuita al Maestro di Santa Anastasia: le statue, custodite dal 1981 nel Museo Civico di palazzo Carlotti di Caprino, dovevano aveva avere inizialmente un'altra collocazione, dato che vennero mutilate per farle entrare nella nicchia dell'altare. Sul pavimento dietro l'altare vi è una piastrella in marmo decorata con le sagome di due confratelli inginocchiati in preghiera sotto alla santa Croce, probabilmente da legare all'ufficio delle Quarantore (durante il quale, si può dedurre, i confratelli erano rivolti verso il gruppo scultoreo).
L'arco santo sovrasta l'altare maggiore e introduce all'ampio coro retrostante, sopraelevato di un paio di gradini: anche qui la volta, più bassa che nella navata, è a crociera con finestre nelle vele. Il coro termina con un'abside pentagonale, chiusa da un catino emisferico con costoloni a vista che s'irraggiano da un medaglione a cinque petali; un altaretto pensile è affisso sul muro di fondo.
Sulle pareti della navata vi sono quattro affreschi realizzati da Giovanni Ghirlandini nel 1779, racchiusi in elaborate cornici in stucco. Essi raffigurano quattro scene della passione di Cristo: Gesù nell'orto degli ulivi, la flagellazione, l'incoronazione di spine e la salita al Calvario. Dai documenti lasciati dallo stesso Ghirlandini si desume che dovesse esistere un quinto affresco di questa serie: è possibile che fosse in controfacciata e sia andato quindi perduto con la sua ricostruzione, e plausibilmente doveva rappresentare l'Ecce Homo. Sempre del Ghirlandini sono anche due ovali affrescati nell'abside del coro, che rappresentano re Davide e Mosè. 
Infine, altre tre affreschi ornano la volta della navata, uno per campata: si tratta delle allegorie della tre virtù teologali (speranza e carità nella prima immagine, fede nella terza) e di angeli che portano la croce (nella seconda immagine). Queste pitture, realizzate prima di quelle del Ghirlandini e di qualità nettamente superiore, sono di attribuzione incerta: è stata ipotizzata la mano di Marco Marcola oppure di Giambattista Lorenzi.